# Claude Audran
Claude Audran (Lyon, 5 de agosto de 1658 – Paris, 27 de maio de 1734) foi um pintor francês. Seu primeiro trabalho foi uma pintura decorativa para Luís nos palácios de Versailles e Fontainebleau.
Nascido em uma família de artistas, isso o inspirou a buscar carreira na mesma área. Artista talentoso e variável, Audran se dedicou a desenhar padrões para vestimentas clericais, decoração de interiores, trabalho com vitrais, o que o colocou como design da manufatura Gobelins, em 1699. Posteriormente, ele foi indicado como curador do Palácio de Luxemburgo, em 1704. Seu trabalho foi tão popular na Suécia, que o rei chegou a convidá-lo para trabalhar na corte. 
Audran teve uma profunda influência em outros artistas como Antoine Watteau.
Ele morreu em Paris em 1734.